# Węgorczyca

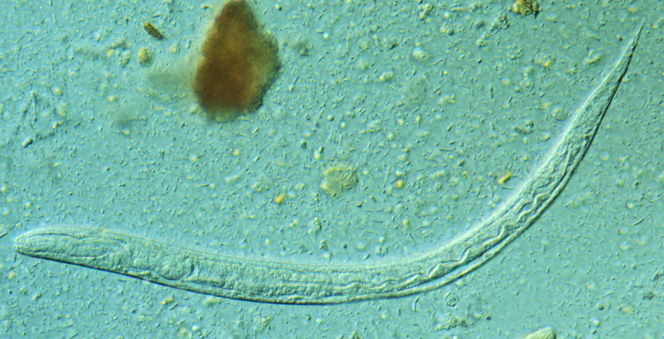
Larwa Strongyloides stercoralis

Węgorczyca (strongyloidoza, łac. strongyloidosis, ang. strongyloidiasis) – choroba pasożytnicza wywołana przez nicienia węgorka jelitowego (Strongyloides stercoralis), który cały cykl rozwojowy może odbyć w organizmie człowieka, może więc wskutek autozakażenia doprowadzać do wieloletniego przebiegu choroby.

## Epidemiologia
Strongyloides stercoralis występuje w strefie tropikalnej, szczególnie na obszarach Azji Południowo-Wschodniej, Afryki Subsaharyjskiej i Brazylii.

## Charakterystyka pasożyta i cykl życiowy

Cykl życiowy węgorka jelitowego.

Larwy mogą żyć w glebie jako larwy filariopodobne.
Do organizmu człowieka mogą wnikać poprzez skórę lub błony śluzowe. Następnie drogą krwi przedostają się do płuc, następnie przez oskrzela do jamy ustnej. Następnie po połknięciu, przedostają się do jelita cienkiego, gdzie dojrzewają. Jednak istnieją również dowody na to, że larwy mogą przedostać się do jelit poprzez tkankę łączną. Samice wytwarzają na drodze partenogenezy jaja, z których powstają larwy rabditopodobne, które zostają wydalone z kałem na zewnątrz lub mogą ponownie przedostać się do krwi przez błonę śluzową okrężnicy lub skórę okolicy odbytu i powtórzyć swój cykl życiowy.

## Objawy i przebieg
Niepowikłana węgorczyca ma przebieg bezobjawowy lub przebiega z bólami brzucha i objawami skórnymi, które są najbardziej charakterystyczne dla tej choroby. W przypadkach powikłanych występują: biegunka, wymioty, nudności, zapalenie jelita grubego, objawy krwawienia z przewodu pokarmowego. Wszystkie one mogą prowadzić do utraty masy ciała i wyniszczenia. Objawy ze strony układu oddechowego są rzadkie. U osób z obniżoną odpornością może doprowadzić do śmierci. Charakterystycznym objawem węgorczycy jest larva migrans – liniowe lub kręte, swędzące zmiany skórne (tzw. „pełzające zapalenie skóry”).

## Rozpoznanie
Jeśli nie obserwuje się charakterystycznych objawów skórnych na obszarze endemicznym, podejrzenie choroby może sugerować występowanie znacznej eozynofilii. Ostateczne rozpoznanie może postawić po stwierdzeniu larw (jaja nie występują wskutek wewnątrzjelitowego rozwoju larw rabditopodobnych) w kale. Larwy filariopodobne mogą być stwierdzone w bioptatach z dwunastnicy lub jelit, a w przypadku masywnych infekcji, także w ślinie, popłuczynach oskrzelowo-pęcherzykowych.
Istnieją też metody immunoenzymatyczne wykrywające przeciwciała przeciwko antygenom węgorka.

## Leczenie
- iwermektyna
- tiabendazol
- albendazol[2]

Obowiązuje leczenie nawet bezobjawowych postaci choroby.

## ZakażenieStrongyloides fulleborni
Występuje w Afryce i Papui-Nowej Gwinei. Chorują noworodki i niemowlęta, które ulegają zakażeniu bezpośredniemu podczas karmienia piersią. Choroba powoduje bóle brzucha, wymioty i nudności i zaburzenia oddychania.

## Klasyfikacja ICD10
| kod ICD10     | nazwa choroby               |
| ------------- | --------------------------- |
| ICD-10: B78   | Węgorczyca [strongyloidoza] |
| ICD-10: B78.0 | Węgorczyca jelitowa         |
| ICD-10: B78.1 | Węgorczyca skórna           |
| ICD-10: B78.7 | Węgorczyca rozsiana         |
| ICD-10: B78.9 | Węgorczyca, nieokreślona    |